# Кримінальний квартет
«Кримінальний квартет» (рос. «Криминальный квартет») — радянський художній фільм 1989 року, детектив.

## Сюжет
Травень 1989 року. Слідчим міської прокуратури Семеном Портним були виявлені особливо великі розкрадання на місцевій взуттєвій фабриці. Після закриття складів і арешту вагона з бракованим взуттям організована злочинна група викрадає його сина, висуваючи потрібні їм вимоги. На допомогу Портному приходять його друзі по дитбудинку: два опера міського відділу міліції капітан Марат Муханов (Караченцов) і капітан Петро Сараєв (Щербаков), а також колишній журналіст міської газети Микола Ларін (Єрьомін).
Вони розуміють, що зіткнулися з дуже серйозним і небезпечним супротивником. Відсутність часу, повна невідомість і знання того, що дитину в будь-якому випадку не випустять живою, ставлять друзів у вкрай важкі умови. Разом їм належить пройти багато труднощів, перш ніж вдасться звільнити викрадену дитину.

## У ролях
| Актор                | Роль                                                 |
| -------------------- | ---------------------------------------------------- |
| Микола Караченцов    | Марат Муханов, капітан / майор міліції               |
| Володимир Стєклов    | Семен Юхимович Портной, слідчий прокуратури          |
| Борис Щербаков       | Петро Сараєв, капітан міліції                        |
| Володимир Єрьомін    | Микола Ларін, журналіст                              |
| Неле Клімене         | Люся, дружина Портного (озвучує Наталія Гурзо)       |
| Іван Мурадханов      | Антон, син Портного                                  |
| Вадим Яковлєв        | Іван Христофорович прокурор міста / прокурор області |
| Юрій Гусєв           | директор взуттєвої фабрики                           |
| Борис Клюєв          | головний інженер фабрики                             |
| Олексій Шейнін       | головний технолог фабрики                            |
| Олег Анофрієв        | завскладом Матвій Йосипович Фельдман (МІФ)           |
| Семен Фарада         | комірник Левкоєв, інформатор                         |
| Лев Пригунов         | дядя Льова, викрадач Антона                          |
| Вадим Спиридонов     | Лобанов                                              |
| Ігор Ясулович        | Шакалов С. С. водій «Москвича»                       |
| Юрій Катін-Ярцев     | Семен Мойсейович (Дядя Сєня) взуттєвий майстер       |
| Юрій Назаров         | Дмитро капітан міліції на залізничній станції        |
| Гурген Тонунц        | Левон Самвелович                                     |
| Данило Нетребін      | Балашов                                              |
| Галина Самойлова     | касирка в відділенні телеграфу                       |
| Володимир Трещалов   | Мухтарбек (Мухтар)                                   |
| Василь Шликов        | спільник Мухтарбекова на телеграфі                   |
| Віктор Філіппов      | Севастьянов, міліціонер-хабарник                     |
| Дмитро Матвєєв       | журналіст                                            |
| Микола Аверюшкин     | завмаг                                               |
| Валентина Березуцкая | прибиральниця в пельменній                           |
| Юрій Платонов        | полковник міліції                                    |
| Юрій Доронін         | Стрельцов, капітан міліції                           |
| Галина Казакова      | Галя пасія Ларіна                                    |
| Герман Полосков      | Валерій, відповідальний секретар газети              |
| Софія Горшкова       | Лєночка, секретарка шефа Портного                    |
| Анатолій Голік       | Григорук                                             |
| Михайло Чигарьов     | підполковник                                         |

## Знімальна група
- Автор сценарію:  Борис Гіллер
- Режисер:  Олександр Муратов
- Оператор-постановник:  Костянтин Рижов
- Художник-постановник:  Георгій Турильов
- Композитор:  Олександр Михайлов